# Valbona (Albanien)
Valbona (albanisch auch Valbonë) ist ein Dorf in den Albanischen Alpen ganz im Nordosten des Landes.

## Geographie

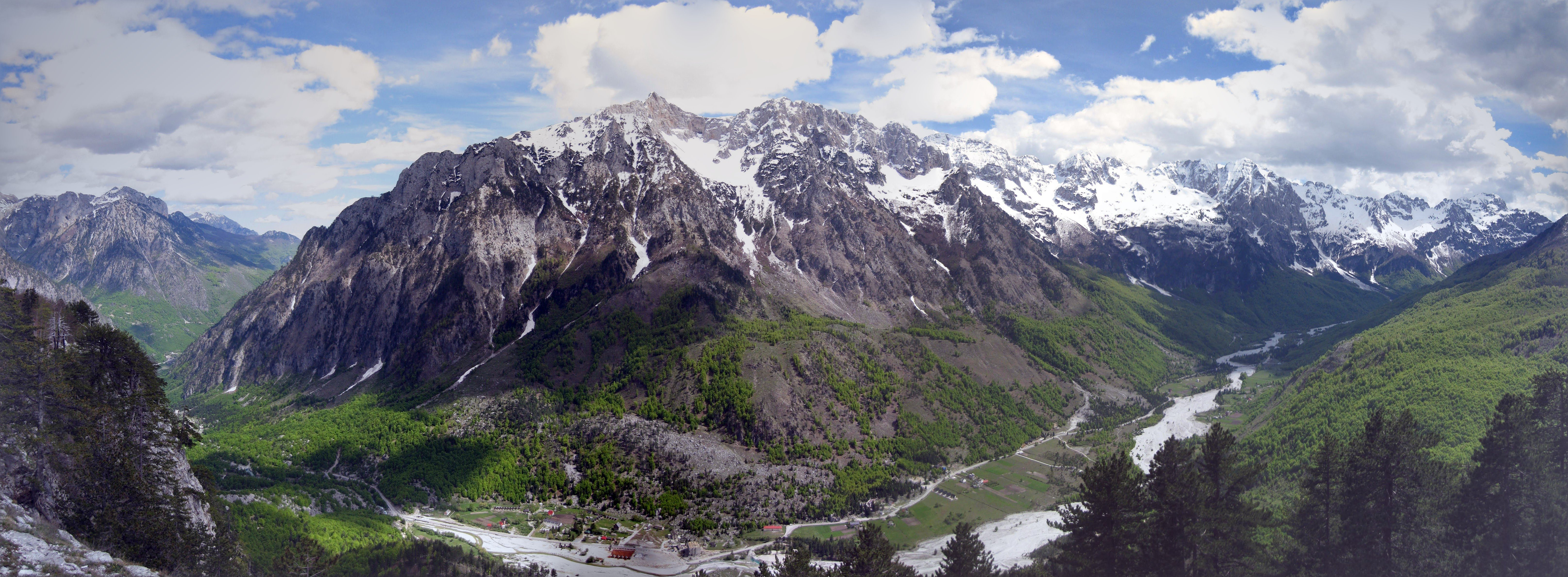
Das Dorf und umgebende Berge von Kukaj gesehen

Der Ort liegt in der Gemeinde Tropoja rund 20 Kilometer nordwestlich von Bajram Curr. Valbona gehörte bis 2015 zur aufgelösten Gemeinde Margegaj.
Valbona liegt im Tal des gleichnamigen Flusses Valbona auf 932 m ü. A. und ist von hohen Bergen mit Gipfeln über 2400 Metern umgeben. Zu den höchsten zählen die Jezerca (2694 m ü. A.), die Maja Grykat e Hapëta (2625 m ü. A.), die Maja e Brijasit (2567 m ü. A.), die Maja e Zhaporës (2561 m ü. A.), die Kollata (2552 m ü. A.) mit dem Nebengipfel Zla Kolata (2534 m ü. A.) und die Maja e Rosit (2524 m ü. A.). Die westlich des Ortes liegende Jezerca ist die höchste Erhebung der Albanischen Alpen und ist mit 2694 m ü. A. der höchste vollständig in Albanien gelegene Berg beziehungsweise der zweithöchster des Landes nach dem Korab auf der Grenze zu Nordmazedonien.
Valbona ist der Hauptort im Tal. Die Streusiedlung verteilt sich weit über den hier flachen Talboden. Weiter unten im Tal liegt das kleine Dorf Dragobia. In einem Seitental, das zwischen Dragobia und Valbona abgeht, liegt das Dorf Çerem. Letzte Siedlung ganz hinten im Tal ist der Weiler Rragam.

## Tourismus

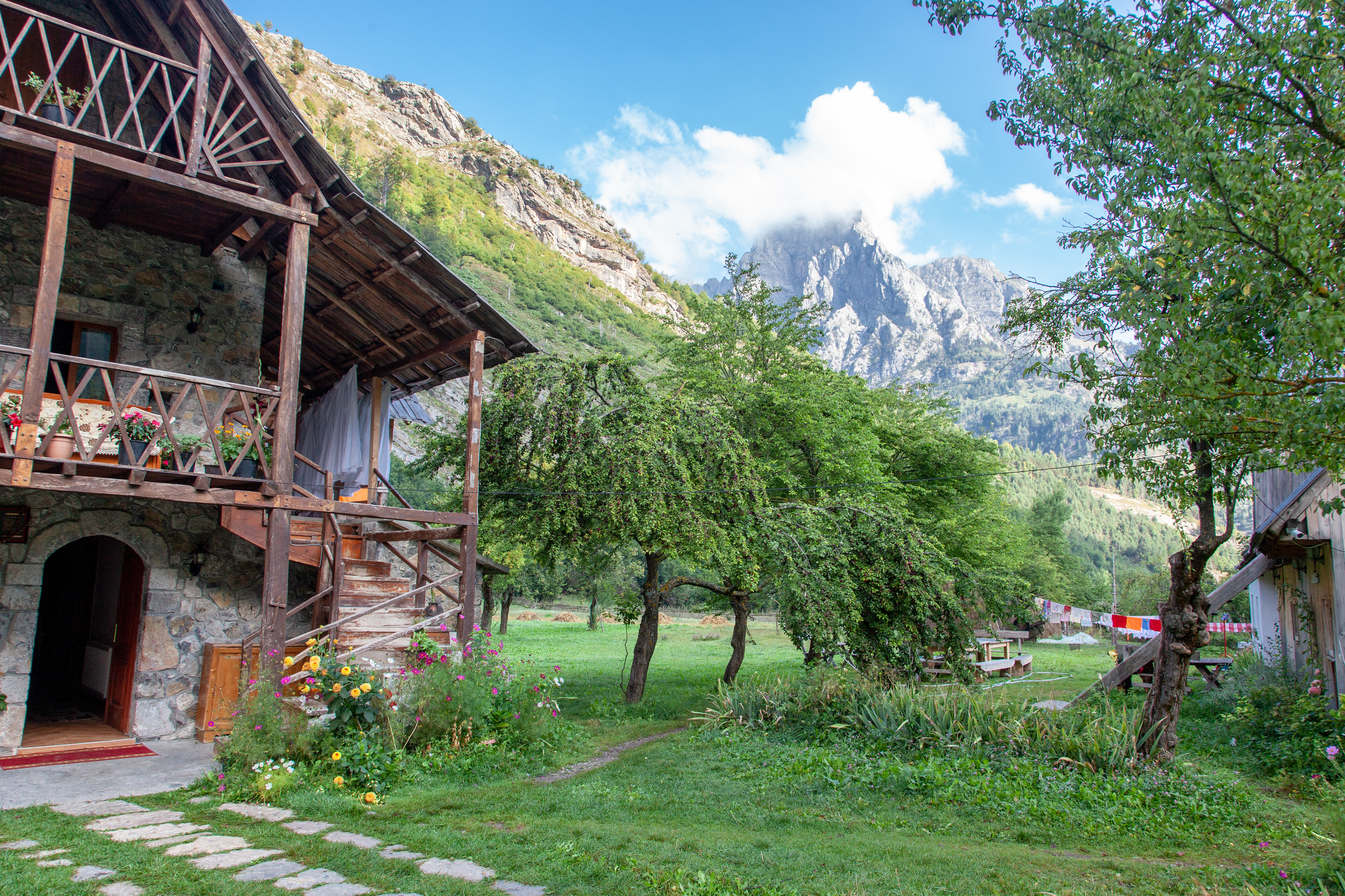
Eines von zahlreichen Gästehäusern im Tal

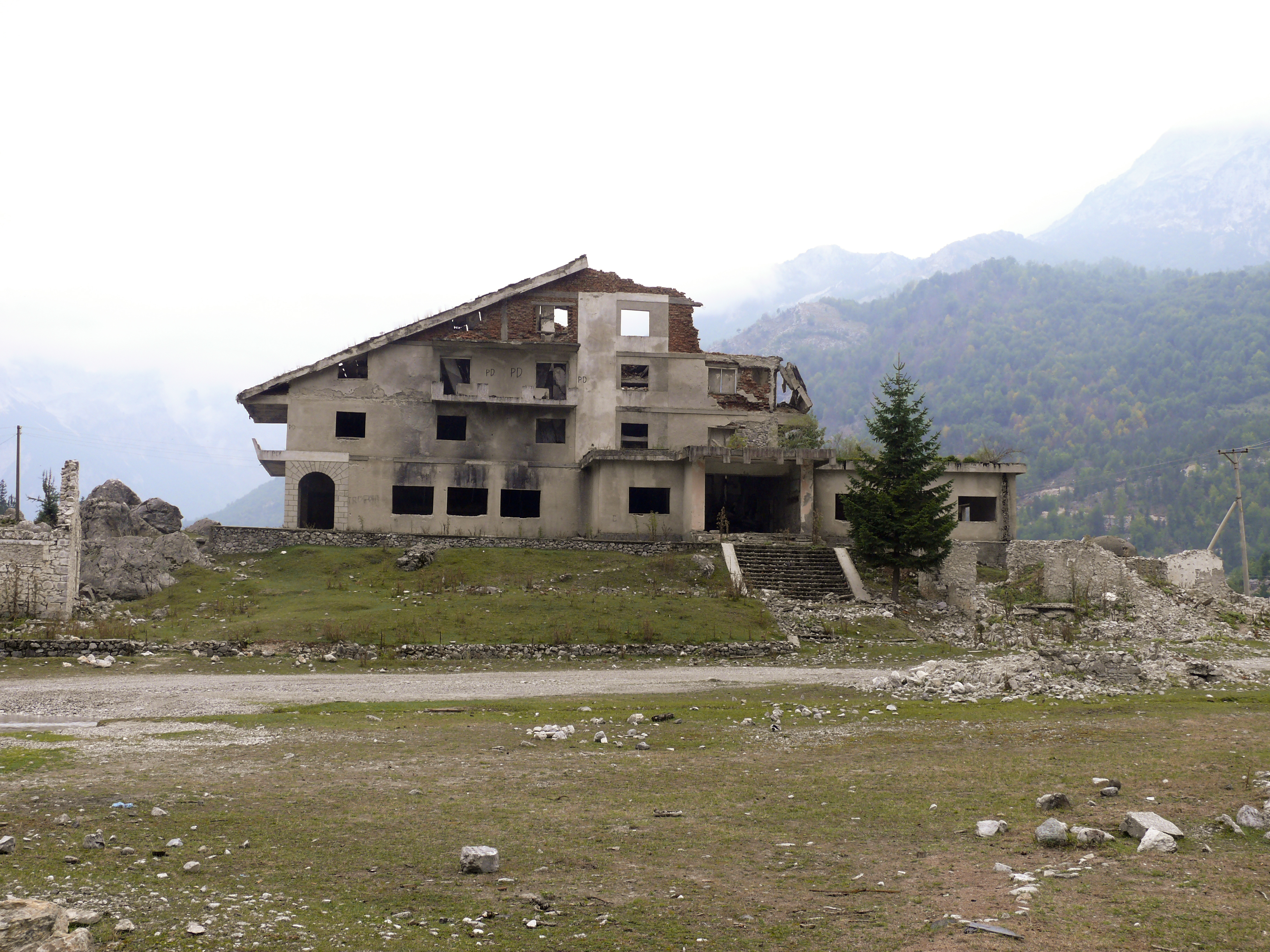
Das zerstörte Hotel aus kommunistischer Zeit in einer Aufnahme von 2009

Das ganze Gebiet rund um das Dorf gehört zum Nationalpark Alpen Albaniens, der weite Teile des albanischen Teils des Gebirges umfasst und in dem 2022 der Nationalpark Valbonatal aufgegangen ist. Die Asphaltierung der Straße hat viel zur raschen touristischen Entwicklung seit Beginn des 21. Jahrhunderts beigetragen.
Das Ferienheim aus kommunistischer Zeit wurde 1997 zerstört. Zwischenzeitlich sind zahlreiche kleine Gastbetriebe und einige Hotels entstanden. Viele Bewohner bieten Unterkünfte in Fremdenzimmern an. 
Beliebt bei Touristen ist die eintägige Wanderung über den Valbona-Pass nach Theth. Durch Valbona führt der Fernwanderweg Peaks of the Balkans.

## Religion
Die Bewohner von Valbona sind muslimisch, die des weiter hinten im Tal gelegenen Nachbarortes Rragam hingegen katholisch.